# Lista posiadaczy WWF Light Heavyweight Championship

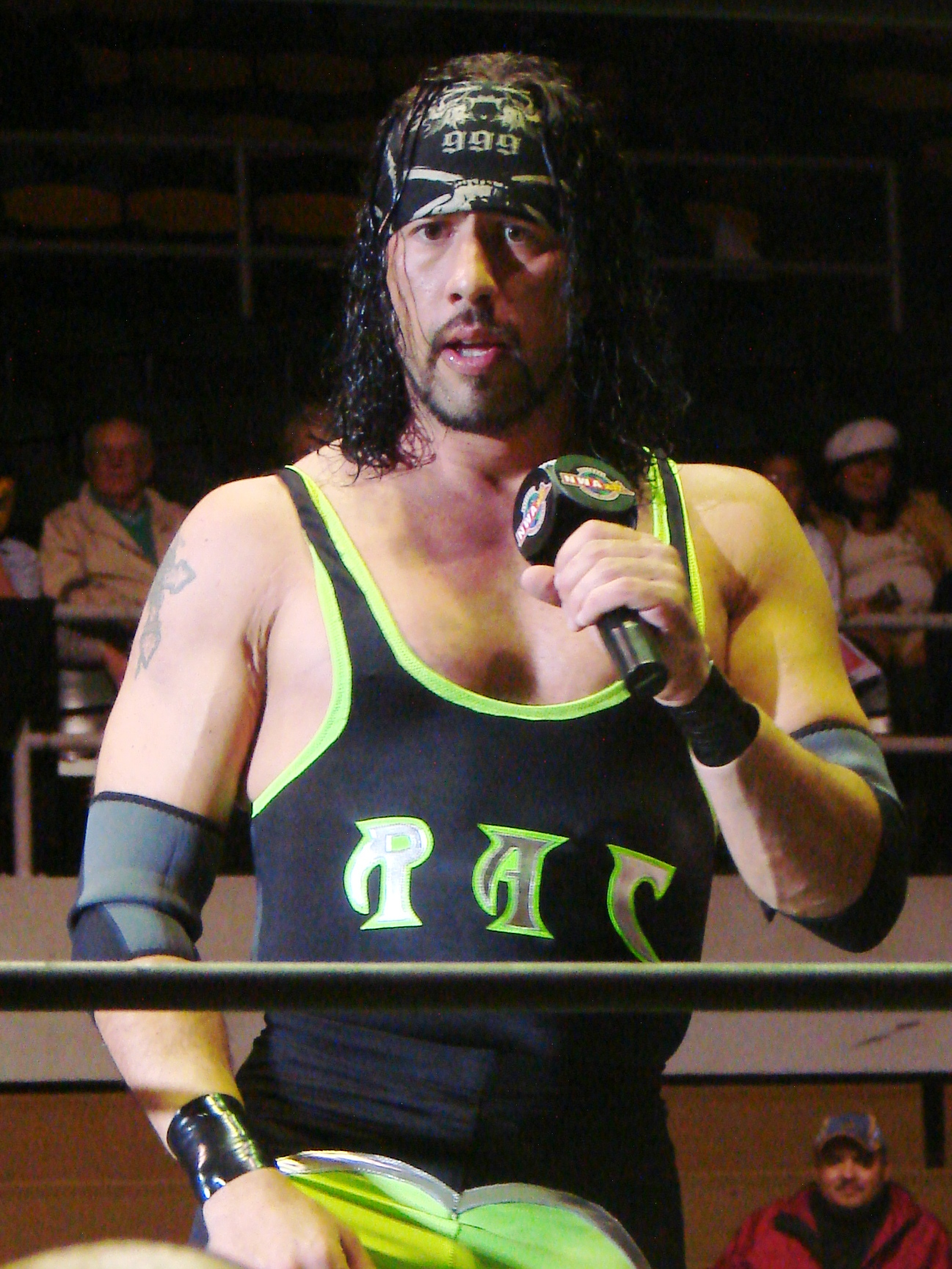
Ostatni mistrz, X-Pac.

WWF Light Heavyweight Championship było tytułem mistrzowskim profesjonalnego wrestlingu w World Wrestling Federation (WWF). Mogli go zdobywać jedynie wrestlerzy, którzy ważyli mniej niż 100 kg, nazywani w wrestlingu „cruiserweightami”. Od 1981 do 1995, WWF współpracowało z Universal Wrestling Association (UWA), Meksykańską promocją lucha libre, w rezultacie czego powstał Light Heavyweight Championship w owej federacji. Kiedy UWA zakończyło działalność w 1995, WWF przeniosło swój tytuł do New Japan Pro-Wrestling (NJPW); jednakże, WWF zakończyło współpracę z NJPW w 1997, w rezultacie czego, tytuł wrócił do WWF i miesiąc później zaczął być używany z Stanach Zjednoczonych. World Championship Wrestling (WCW) i jego majątek zostały zakupione przez WWF w marcu 2001, wraz ze wszystkimi prawami do tytułów mistrzowskich. WCW Cruiserweight Championship, odpowiednik Light Heavyweight Championship, był jednym z tych tytułów. WWF używało Cruiserweight Title i innych w czasie trwania storyline'u z The Invasion, w którym rywalizowali wrestlerzy WCW z wrestlerami WWF. Po zakończeniu Invasion w listopadzie 2001, WWF zamieniło Light Heavyweight Title na Cruiserweight Championship, do którego dodano akronim „WWF”. World Wrestling Entertainment (WWE) używało Cruiserweight Championship do 2007, kiedy to tytuł zdezaktywowano.
Mistrzostwo było bronione w walkach profesjonalnego wrestlingu, gdzie uczestnicy rywalizują pomiędzy sobą w storyline'ach (historiach tworzonych przez wrestlerów i inne osoby). Tytuł był broniony w Japonii, Meksuku i Stanach Zjednoczonych. Pierwszym mistrzem uznawanym przez UWA był Perro Aguayo, który wygrał tytuł w finale turnieju w marcu 1981. Shinjiro Otani był ostatnim mistrzem uznawanym przez UWA przed przeniesieniem tytułu do WWF; wygrał ten tytuł w sierpniu 1997. Pomimo że jego panowanie nie jest uznawane przez WWF, Ultimo Dragon jest jedynym wrestlerem który posiadał mistrzostwo WWF i WCW w jednym momencie przed kupnem WCW przez World Wrestling Federation. Pierwszym mistrzem uznawanym przez WWF jest Taka Michinoku, który zdobył tytuł w finale turnieju 7 grudnia 1997 na D-Generation X: In Your House. Po zdobyciu tytułu w sierpniu 2001, X-Pac jest oficjalnie ostatnim mistrzem, który posiadał tytuł dopóki nie został zamieniony na Cruiserweight Championship. Aguayo i Villano III mieli tytuł najwięcej, osiem razy. Dodatkowo Villano III ma najdłuższe pojedyncze panowanie, które wyniosło 826 dni, zaś Aguayo najkrótsze - osiem dni. W historii było 45 różnych panowań.

## Historia tytułu
| Panowanie | Numer panowania przez danego mistrza w liście |
| Miejsce   | Miasto, w którym tytuł został zdobyty         |
| Gala      | Gala, na której mistrz zdobył tytuł           |

### Mistrzowie w UWA/NJPW
| Nr. | Mistrz               | Panowanie | Data                      | Dni | Miejsce                | Gala            | Notki |
| --- | -------------------- | --------- | ------------------------- | --- | ---------------------- | --------------- | --- |
| 1   | Perro Aguayo         | 1         | 26 marca 1981(dts)        | 183 | Shimizu, Japonia       | house show      | Aguayo pokonał Grana Hamadę w finale turnieju o tytuł. |
| 2   | Fishman              | 1         | 25 września 1981(dts)     | 15  | Los Angeles, CA        | house show      | |
| 3   | Perro Aguayo         | 2         | 10 października 1981(dts) | 8   | Los Angeles, CA        | house show      | |
| 4   | Chris Adams          | 1         | 18 października 1981(dts) | 56  | Meksyk, Meksyk         | house show      | |
| 5   | Perro Aguayo         | 3         | 13 grudnia 1981(dts)      | 129 | Meksyk, Meksyk         | house show      | |
| 6   | Gran Hamada          | 1         | 21 kwietnia 1982(dts)     | 130 | Tokio, Japonia         | house show      | |
| 7   | Perro Aguayo         | 4         | 29 sierpnia 1982(dts)     | 203 | Meksyk, Meksyk         | house show      | |
| 8   | Villano III          | 1         | 20 marca 1983(dts)        | 140 | Meksyk, Meksyk         | house show      | |
| 9   | Perro Aguayo         | 5         | 7 sierpnia 1983(dts)      | 254 | Meksyk, Meksyk         | house show      | |
| 10  | Gran Hamada          | 2         | 17 kwietnia 1984(dts)     | 33  | Tokio, Japonia         | house show      | |
| 11  | Villano III          | 2         | 20 maja 1984(dts)         | 826 | Meksyk, Meksyk         | house show      | |
| 12  | Fishman              | 2         | 24 sierpnia 1986(dts)     | 122 | Meksyk, Meksyk         | house show      | |
| 13  | Perro Aguayo         | 6         | 24 grudnia 1986(dts)      | 130 | Meksyk, Meksyk         | house show      | |
| –   | Zwakowany            | –         | 3 maja 1987(dts)          | –   | –                      | –               | UWA zmusiło Aguayo do zrezygnowania z mistrzostwa po tym jak obrona tytułu przeciwko Villano III zakończyła się kontrowersyjnie.                                                                             |
| 14  | Villano III          | 3         | 17 czerwca 1987(dts)      | 109 | Meksyk, Meksyk         | house show      | Villano III pokonał Aguayo w rewanżu o tytuł. |
| 15  | Rambo                | 1         | 4 października 1987(dts)  | 281 | Meksyk, Meksyk         | house show      | |
| 16  | Villano III          | 4         | 11 lipca 1988(dts)        | 399 | Meksyk, Meksyk         | house show      | |
| 17  | Sangre Chicana       | 1         | 14 sierpnia 1989(dts)     | 62  | Meksyk, Meksyk         | house show      | |
| 18  | Perro Aguayo         | 7         | 15 października 1989(dts) | 49  | Meksyk, Meksyk         | house show      | |
| 19  | Sangre Chicana       | 2         | 3 grudnia 1989(dts)       | 175 | Meksyk, Meksyk         | house show      | |
| 20  | Villano III          | 5         | 27 maja 1990(dts)         | 280 | Naucalpan, Meksyk      | house show      | [ 7 ] |
| 21  | Pegasus Kid          | 1         | 3 marca 1991(dts)         | 560 | Naucalpan, Meksyk      | house show      | |
| 22  | Villano III          | 6         | 13 września 1992(dts)     | 110 | Naucalpan, Meksyk      | house show      | |
| 23  | El Signo             | 1         | 1 stycznia 1993(dts)      | 563 | Nezahualcóyotl, Meksyk | house show      | |
| 24  | Villano III          | 7         | 18 lipca 1994(dts)        | 167 | Puebla, Meksyk         | house show      | |
| –   | Zwakowany            | –         | styczeń 1995              | –   | –                      | –               | Po tym jak Villano III podpisał kontrakt z federacją PROMELL, musiał zwakować tytuł. |
| 25  | Aero Flash           | 1         | 16 czerwca 1995(dts)      | 282 | Nezahualcóyotl, Meksyk | house show      | Aero Flash wygrał tytuł w finale turnieju. |
| 26  | The Great Sasuke     | 1         | 24 marca 1996(dts)        | 90  | Shirakawa, Japonia     | house show      | |
| 27  | El Samurai           | 1         | 22 czerwca 1996(dts)      | 43  | Naruko, Japonia        | house show      | |
| 28  | The Great Sasuke     | 2         | 4 sierpnia 1996(dts)      | 68  | Tokio, Japonia         | house show      | Mistrzostwo stało się częścią J-Crown. |
| 29  | Último Dragón        | 1         | 11 października 1996(dts) | 85  | Osaka, Japonia         | house show      | |
| 30  | Jushin Thunder Liger | 1         | 4 stycznia 1997(dts)      | 183 | Tokio, Japonia         | Wrestling World | |
| 31  | El Samurai           | 2         | 6 lipca 1997(dts)         | 35  | Sapporo, Japonia       | house show      | |
| 32  | Shinjiro Otani       | 1         | 10 sierpnia 1997(dts)     | 87  | Nagoya, Japonia        | house show      | 5 listopada 1997, J-Crown zostało zwakowane. Otani przywrócił pięć tytułów prócz IWGP Junior Heavyweight Championship. Otani był ostatnim wrestlerem w UWA który posiadał tytuł, dopóki nie powrócił do WWF. |

### Mistrzowie w WWF
| Nr. | Mistrz                | Panowanie | Data                      | Dni | Miejsce             | Gala                          | Notki |
| --- | --------------------- | --------- | ------------------------- | --- | ------------------- | ----------------------------- | --- |
| 33  | Taka Michinoku        | 1         | 7 grudnia 1997(dts)       | 315 | Springfield, MA     | In Your House: D-Generation X | Michinoku pokonał Briana Christophera w finale turnieju. |
| 34  | Christian             | 1         | 18 października 1998(dts) | 30  | Chicago, IL         | Judgment Day: In Your House   | |
| 35  | Duane Gill / Gillberg | 1         | 17 listopada 1998(dts)    | 453 | Columbus, OH        | Raw is War                    | |
| 36  | Essa Rios             | 1         | 13 lutego 2000(dts)       | 29  | Austin, TX          | Sunday Night Heat             | |
| 37  | Dean Malenko          | 1         | 13 marca 2000(dts)        | 35  | East Rutherford, NJ | Raw is War                    | |
| 38  | Scotty 2 Hotty        | 1         | 17 kwietnia 2000(dts)     | 8   | State College, PA   | Raw is War                    | |
| 39  | Dean Malenko          | 2         | 25 kwietnia 2000(dts)     | 322 | Charlotte, NC       | SmackDown!                    | |
| 40  | Crash Holly           | 1         | 13 marca 2001(dts)        | 47  | Anaheim, CA         | Sunday Night Heat             | |
| 41  | Jerry Lynn            | 1         | 29 kwietnia 2001(dts)     | 37  | Chicago, IL         | Sunday Night Heat             | |
| 42  | Jeff Hardy            | 1         | 5 czerwca 2001(dts)       | 20  | Grand Forks, ND     | SmackDown!                    | |
| 43  | X-Pac                 | 1         | 25 czerwca 2001(dts)      | 42  | New York City, NY   | Raw is War                    | |
| 44  | Tajiri                | 1         | 6 sierpnia 2001(dts)      | 13  | Anaheim, CA         | Raw is War                    | |
| 45  | X-Pac                 | 2         | 19 sierpnia 2001(dts)     | 91  | San Jose, CA        | SummerSlam                    | X-Pac był ostatnim mistrzem dopóki nie zamieniono tytułu na rzecz WWF Cruiserweight Championship. Mecz unifikacyjny na Survivor Series pomiędzy WCW Cruiserweight Championem Tajirim i WWF Light Heavyweight Championem X-Pac'em został anulowany, gdyż X-Pac doznał kontuzji; krótko potem, Light Heavyweight Championship zostało zdezaktywowane. |

## Łączna ilość posiadań
| Miejsce | Mistrz               | Ilość panowań | Łączna ilość dni |
| ------- | -------------------- | ------------- | ---------------- |
| 1       | Villano III          | 7             | 2,031            |
| 2       | Perro Aguayo         | 7             | 956              |
| 3       | El Signo             | 1             | 563              |
| 4       | The Pegasus Kid      | 1             | 560              |
| 5       | Gillberg             | 1             | 453              |
| 6       | Dean Malenko         | 2             | 357              |
| 7       | Taka Michinoku       | 1             | 315              |
| 8       | Aero Flash           | 1             | 282              |
| 9       | Rambo                | 1             | 281              |
| 10      | Sangre Chicana       | 2             | 237              |
| 11      | Jushin Thunder Liger | 1             | 183              |
| 12      | Gran Hamada          | 2             | 163              |
| 13      | The Great Sasuke     | 2             | 158              |
| 14      | Fishman              | 2             | 137              |
| 15      | X-Pac                | 2             | 133              |
| 16      | Shinjiro Otani       | 1             | 87               |
| 17      | Último Dragón        | 1             | 85               |
| 18      | El Samurai           | 2             | 78               |
| 19      | Chris Adams          | 1             | 56               |
| 20      | Crash Holly          | 1             | 47               |
| 21      | Jerry Lynn           | 1             | 37               |
| 22      | Christian            | 1             | 30               |
| 23      | Essa Rios            | 1             | 29               |
| 24      | Jeff Hardy           | 1             | 20               |
| 25      | Tajiri               | 1             | 13               |
| 26      | Scotty 2 Hotty       | 1             | 8                |